# بادین (کارولینای شمالی)
بادین (به انگلیسی: Badin) شهری در ایالت کارولینای شمالی کشور ایالات متحده آمریکا است که جمعیت آن در سرشماری سال ۲۰۱۰ میلادی، ۱٬۹۷۴ نفر بوده‌است.